# L'Ombre du cerisier
Pour plus de détails, voir Fiche technique et Distribution.
L'Ombre du cerisier est un film franco-japonais réalisé par Guillaume Tauveron et Hiroshi Toda, sorti en 2007.

## Synopsis
Un tueur à gages nommé Pierre qui reçoit mystérieux contrat l'amène au Japon. Cela conduit sur les traces à un hommes d'affaires et de ses charmantes filles. Le tueur doit éliminer une des filles devant le père.

## Fiche technique
- Titre : L'Ombre du cerisier
- Titre japonais : Sakura no kage
- Réalisation : Guillaume Tauveron et Hiroshi Toda
- Scénario : Guillaume Tauveron et Hiroshi Toda
- Photographie : Hiroshi Toda
- Montage : Guillaume Tauveron et Hiroshi Toda
- Production : Guillaume Tauveron
- Pays d'origine :  France -  Japon
- Durée : 75 minutes
- Date de sortie : 16 juillet 2007 (première mondiale au Festival Fantasia à Montréal[1])

## Distribution
- Christian Eustache
- Yoko Kitamura
- Yukako Meguro
- Shinichi Okayama
- Guillaume Tauveron
- Hiroshi Toda
- Shôji Yamada